# Diabrotica cristata
Diabrotica cristata är en skalbaggsart som först beskrevs av Harris 1836.  Diabrotica cristata ingår i släktet Diabrotica och familjen bladbaggar. Inga underarter finns listade i Catalogue of Life.